# Guillaume-Marie-Joseph Labouré
Guillaume-Marie-Joseph Labouré, francoski rimskokatoliški duhovnik, škof in kardinal, * 27. oktober 1841, Achiet-le-Petit, † 21. april 1906, Rennes.

## Življenjepis
23. septembra 1865 je prejel duhovniško posvečenje.
31. decembra 1884 je bil imenovan za škofa Le Mansa, 27. marca 1885 je bil potrjen in 31. maja istega leta je prejel škofovsko posvečenje.
13. junija 1893 je bil imenovan za nadškofa Rennesa in 15. junija istega leta je bil potrjen.
19. aprila 1897 je bil povzdignjen v kardinala in imenovan za kardinal-duhovnika S. Maria Nuova.